# گزان لاگز
گزان لاگز، روستایی از توابع بخش بشاگرد شهرستان جاسک در استان هرمزگان ایران است.

## جمعیت
این روستا در دهستان گافر و پارمون قرار دارد و براساس سرشماری مرکز آمار ایران در سال ۱۳۸۵، جمعیت آن ۲۴ نفر (۵خانوار) بوده‌است.